# 루이스 쇼뱅

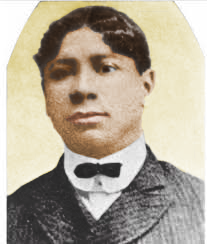

루이스 쇼뱅(Louis Chauvin, 1881년 3월 13일 ~ 1908년 3월 26일)은 미국의 래그타임 작곡가였다. 미주리주 세인트 루이스에서 스페인-인도 혼혈인 아버지와 흑인 어머니 사이에서 태어났다. 그는 그 당시 그 지역 최고의 피아니스트로 인정받고 있었다. 그는 톰 투르핀, 조 조던과 함께 래그타임 모임의 일원이었다.
쇼뱅은 시카고에서 27세의 나이로 죽었다. 그의 사인은 "매독으로 인한 다발성 경화증"이었다. 그의 묘지는 세인트 루이스의 Calvary에 있다.
그는 세 개의 작품이 있지만, 그가 직접 녹음한 음원은 없다. 그래서 그의 피아노 연주 실력은 현재로서는 알기 힘들다. 그러나, 그는 많은 작곡가들이 작곡하는 것에 도움을 준 것으로 유명하다. 그는 스콧 조플린의 Heliotrope Bouquet의 공동 저작자로 잘 알려져있기도 하다.